# 고약광
고약광(高若光, ?~?)은 일본 나라 시대의 호족이다. 《일본서기》에 등장하는 현무약광(玄武若光)과 동일인물로 여겨진다.
고구려의 왕족 출신으로 668년 휘하 유민들을 거느리고 무사시국(일본 사이타마현)에 정착하였다. 일본에서 우지(氏)로 고마씨(高麗氏)를 받았으며 가바네로 고니키시(王)를 받아 귀화 후 정식명칭은 고마노코니키시 쟛코(高麗王 若光)이 된다. 보통은 가바네를 생략한 고마노 쟛코(高麗 若光)으로 불린다.

## 개요
고구려의 마지막 왕인 보장왕의 아들로 기록되어 있다. 일본에서는 그에게 한반도 왕족의 자손을 뜻하는 고니키시(王. 건길지)의 가바네를 내렸다.
약광은 자신을 보장왕의 아들이라고 말했으며 약광과 함께 정착했다는 고구려 유민들의 숫자가 1,799명이나 육박했다는 기록과 일본에 흩어져 살던 1799명의 유민들을 규합하여 고려군을 형성했다는 역사적 기록만으로도 해당 지역에서 그에 대한 인식이 대단하였으며, 이는 그가 고구려 왕족이었다는 사실을 뒷받침하기에는 부족함이 없어 보인다.
고약광의 이름이 처음 등장하는 것은 일본서기 천지 5년(666년)으로, 고구려가 왜국에 파견한 사신단의 부사 자격으로 도왜하였다.. 668년에 고구려가 나ㆍ당 연합군의 공격으로 패망하면서 그는 귀국할 기회를 잃었다. 일본 조정은 그에게 종5위하의 관위를 내렸으며, 다이호(大寶) 3년(703년)에는 몬무 천황(文武天皇)로부터 고마노 고니키시(高麗王)의 가바네를 받았다고 《속일본기》(続日本紀)는 적고 있다.
다만 이를 끝으로 일본의 역사에서 ‘약광’ 내지는 ‘고마노코키시’라는 카바네를 칭하는 인물은 전혀 등장하지 않고 있으며, 《일본서기》의 ‘현무약광’이 과연 《속일본기》의 ‘고려약광’과 동일인물인지 어떤지도 제대로 증명이 되어 있지 못한 실정이다.
고마 신사의 전승에 따르면, 그는 사가미국(相模郡)의 오이소(大磯, 지금의 가나가와현 오이소정)에 살았으며, 료키(霊亀) 2년(716년) 일본 조정은 무사시국(武蔵国)에 고마 군(高麗郡)을 설치하여 도카이도(東海道)의 7개 구니에서 1,799명의 고구려인을 이곳으로 이주시켰다.(《속일본기》) 그때 고려군의 군수격인 대령(大領)으로 임명된 것이 바로 고약광이었다는 것이다. 오이소를 떠나 당시 황무지였던 고려군을 개척하고 민생을 안정시킨 약광이 오이소를 떠난 뒤에도, 오이소 사람들이 그의 덕을 그리워하여 고마데라(高麗寺)를 짓고 약광의 영혼을 모셨다고 한다.
이후 고라이(高来) 신사와 일부 흔적만 남았고, 메이지 시대의 신불분리령에 따라 신도로 편입됐고, 현재는 약광 대신 일본 황실의 조상신을 모시고 있다. 가나가와현 나카(中) 군 오이소정(大磯町) 고마 산(高麗山)에 소재한다.
만년의 약광은 흰 머리칼과 흰 수염을 길러 고마군 사람들로부터 ‘흰수염 님(白髭様)’으로 불리며 존경을 받았다. 약광은 생전에 고향 땅을 다시 밟지 못한 채 숨을 거두었다고 한다. 생전에 약광은 사루타히코노미코토(猿田彦命)를 제사지내는 신사를 세우고 거기에 다케노우치노 스쿠네(武内宿禰)를 제사지내며 숭배했고, 사후에는 고마군 사람들로부터 고려명신(高麗明神)으로 숭앙의 대상이 되었다. 고마 신사(고구려 신사)가 세워진 뒤에는 시라히게 명신(白髭明神)으로서 신사에 모셔져 오늘날까지 제사를 받고 있다.

## 성천원(聖天院)과 고마신사(高麗神社, 고구려신사)
약광과 같이 온 고구려 승려 승락(勝樂)이 성천원과 고마 신사의 전신인 승락사(勝楽寺)를 세우고 그가 일본으로 건너오면서 가져온 환희천(歡喜天)(또는 성천(聖天)이라고도 함)을 안치한 것으로 전해진다.
약광은 사후 고마 군 주민들에 의해 불법(佛法)을 지키는 산신(山神)으로 추대되었으며 종손이 대대로 승락사 안에 있는 사당(산신각)에서 제사를 집행하였다.
그러나 메이지 유신 이후 신불분리령에 따라 승락사가 성천원과 고려신사로 분리되면서 현재에 이르고 있다.

## 출세신사의 유래
약광을 모신 사당에 기원하면 소원을 들어준다는 전설이 있어 많은 인사들이 그의 사당을 찾는다고 한다.

## 약광 사후
약광 사후 고마 가문은 장남인 가중(家重)이 이었고 나라 시대의 대호족이 되었다. 성천원은 약광의 3남 성운(聖雲)이 주지가 되었다. 특히 3남 성운은 승락의 제자로써 뒷날 고마 가문의 성운 후예들이 일본 천태종(天台宗) 계열의 모토야마수험종(本山修験宗)의 승려가 되는데 영향을 끼쳤다. 성운의 후예 종손들은 대대로 승락사의 주지를 역임하였다.
그러나 고대기(高大記)대에 이르러 메이지 정부의 신불분리령에 따라 일본 각지의 사찰들이 파괴되자, 대기(大記, 다이키)는 성천원에 안치된 세 불상(부동존(제개장보살), 환희천, 지장보살)을 파괴하지 않는 조건으로 승려직을 포기하고 신도의 신관이 되었다. 현재는 60대 고문강(高文康)이 고려신사의 신관을 지내고 있다.

## 가계
- 부왕 : 보장왕
- 형 : 안승
- 형 : 고복남
  - 조카 : 고보원
- 형 : 고덕무
  - 장남 : 고가중(家重)
  - 차남 : 고성운(聖雲)
    - 손자 : 고홍인(弘仁)